# Pak Chol-ryong
Pak Chol-ryong (박철룡?, 朴哲龍?; 3 novembre 1988) è un calciatore nordcoreano, difensore dello Hwaebul.